# Скороходова, Татьяна Александровна
Татьяна Александровна Скороходова (родилась 2 августа 1968 года, Иркутск) — советская и российская актриса.

## Биография
Родилaсь 2 августа 1968 года в Иркутске.
В 1991 году окончила театральное училище имени Б. В. Щукина (курс Юрия Авшарова).
В 1992—1993 годах работала актрисой театра «Учёная обезьяна».
В 1993 году, сыграв в фильме «Мафия бессмертна», уехала в родной Иркутск, где встретила своего будущего мужа — оператора Андрея Закаблуковского. Вскоре они поженились, и надолго оставила актёрскую карьеру. Работала ведущей на телекомпании «АИСТ», фотомоделью, баллотировалась в депутаты Думы Иркутска.
У нее четверо детей: сыновья Данил и Дарий, дочки Анна и Марика.
Работает главным редактором журнала «Стольник» в Иркутске.
Работает ведущей утреннего радио шоу на радио McM (ЭмСиЭм) в Иркутске, совместно с Иваном Вильчинским.

## Фильмография
| Год  |   | Название                           | Роль                   |
| ---- | - | ---------------------------------- | ---------------------- |
| 1989 | ф | Я в полном порядке                 | встречающая            |
| 1990 | ф | Наш человек в Сан-Ремо             | Таня                   |
| 1990 | ф | По прозвищу «Зверь»                | Лариса                 |
| 1991 | ф | Дина                               | Дина                   |
| 1991 | ф | Любовь                             | Марина                 |
| 1992 | ф | Постскриптум                       | Татьяна                |
| 1992 | ф | Риск без контракта                 | Марина                 |
| 1993 | ф | Альфонс                            | американка             |
| 1993 | ф | Любовь по заказу                   | Таня                   |
| 1993 | ф | Мафия бессмертна                   | Нина Петровна Черняева |
| 2013 | ф | Похабовск. Обратная сторона Сибири | Ольга Тимофеевна Куц   |
| 2013 | ф | Отхончик. Первая любовь            | мама Жени              |
| 2014 | ф | Домоправительница                  | Ольга Матвеевна        |

## Интересные факты
- Снялась в клипе на песню Евгения Гришковца и группы «Бигуди» «Настроение улучшилось-2» в роли майора ГИБДД.